# قراتشة
قراتشة هي قرية في مقاطعة كوهسرخ، إيران. يقدر عدد سكانها بـ 453 نسمة بحسب إحصاء 2016.